# لیگ برتر هندبال زنان ایران ۱۳۹۱
لیگ برتر هندبال زنان ایران ۱۳۹۱ هشتمین دوره لیگ برتر هندبال زنان ایران است. این رقابت‌ها از ۲۷ مهرماه با حضور ۸ تیم ثامن الحجج سبزوار، بیمه رازی تهران، ایران تایل کرمان، شهید شاهرخ شکوهی کردستان، هیئت هندبال فارس، شهرداری تبریز، ذوب آهن اصفهان و نفت و گاز گچساران آغاز شد و تا ۱۸ اسفندماه ادامه داشت. تیم ثامن الحجج سبزوار با مربیگری ناهید غارسی با کسب ۱۳ پیروزی و تنها یک تساوی خانگی مقابل بیمه رازی برای دومین سال متوالی عنوان قهرمانی را از آن خود کردند و تیم بیمه رازی هم با وجود حضور نخستین بار خود در لیگ برتر به مقام دومی بسنده کرد. تیم شکوهی کردستان نیز با مربیگری نشمین شافیعان به مقام سومی مسابقات رسید.
در پایان تیم‌های شهرداری تبریز و هیئت هندبال فارس به لیگ دسته یک سقوط کردند. در این مسابقات بیش از ۲۵۴۰ گل به ثمر رسید. بهترین خط حمله مسابقات تیم بیمه رازی تهران بود با ۳۹۴ گل زده و بهترین خط دفاع تیم ثامن الحجج سبزوار بود با ۲۱۲ گل خورده.

## رده‌بندی پایانی[۴]
| رتبه | تیم              | بازی | امتیاز | صعود و سقوط |
| ---- | ---------------- | ---- | ------ | ----------- |
| ۱    | ثامن سبزوار      | ۱۴   | ۲۷     |             |
| ۲    | بیمه رازی تهران  | ۱۴   | ۲۳     |             |
| ۳    | شکوهی کردستان    | ۱۴   | ۲۰     |             |
| ۴    | ذوب آهن اصفهان   | ۱۴   | ۱۴     |             |
| ۵    | ایران تایل کرمان | ۱۴   | ۱۰     |             |